# Circuito de Velocidad Kotarr
Der Circuito de Velocidad Kotarr ist eine permanente Motorsport-Rennstrecke in der Provinz Burgos, in der Autonomen Gemeinschaft Castilla y León. Der 2005 eröffnete Rundkurs war die erste Rennstrecke Kastiliens und liegt etwa 1 km südlich des Dorfes Tubilla del Lago.

## Geschichte
Der Rundkurs auf einer Fläche von rund 14 Hektar wurde im August 2005 eröffnet und wird für nationale Rennveranstaltungen und auch für Drift- und Fahrkurse, Ausstellungen und Fahrzeugpräsentationen genutzt. Motorsportlich finden hauptsächlich Kart-, Motorrad- und Supermoto-Veranstaltungen auf der Strecke statt. 

## Streckendaten
Über vier optionale Kurzanbindungen, sowie eine optionale Schikane, lassen sich theoretisch 9 verschiedene Streckenvarianten konfigurieren. Die Länge der längsten Variante beträgt dabei 
2250 Meter, wobei diese 18 Kurven enthält. Die Strecke weist eine durchschnittliche Breite von 10 Metern auf. Das Hauptgebäude bietet 29 Boxen. In Ermangelung von aktuellen Streckenlizenzen der FIA, FIM oder CIK für internationale Wettbewerbe, die Stand 2024 nicht vorhanden sind, können lediglich nationale und regionale Wettbewerbe auf der Strecke veranstaltet werden. 
Im nordöstlichen Teil der Strecke grenzt eine separate Kartbahn an, die auch für Pocketbike- oder Minimoto-Fahrten benutzt werden kann. 